# Michael Morris, Baron Naseby

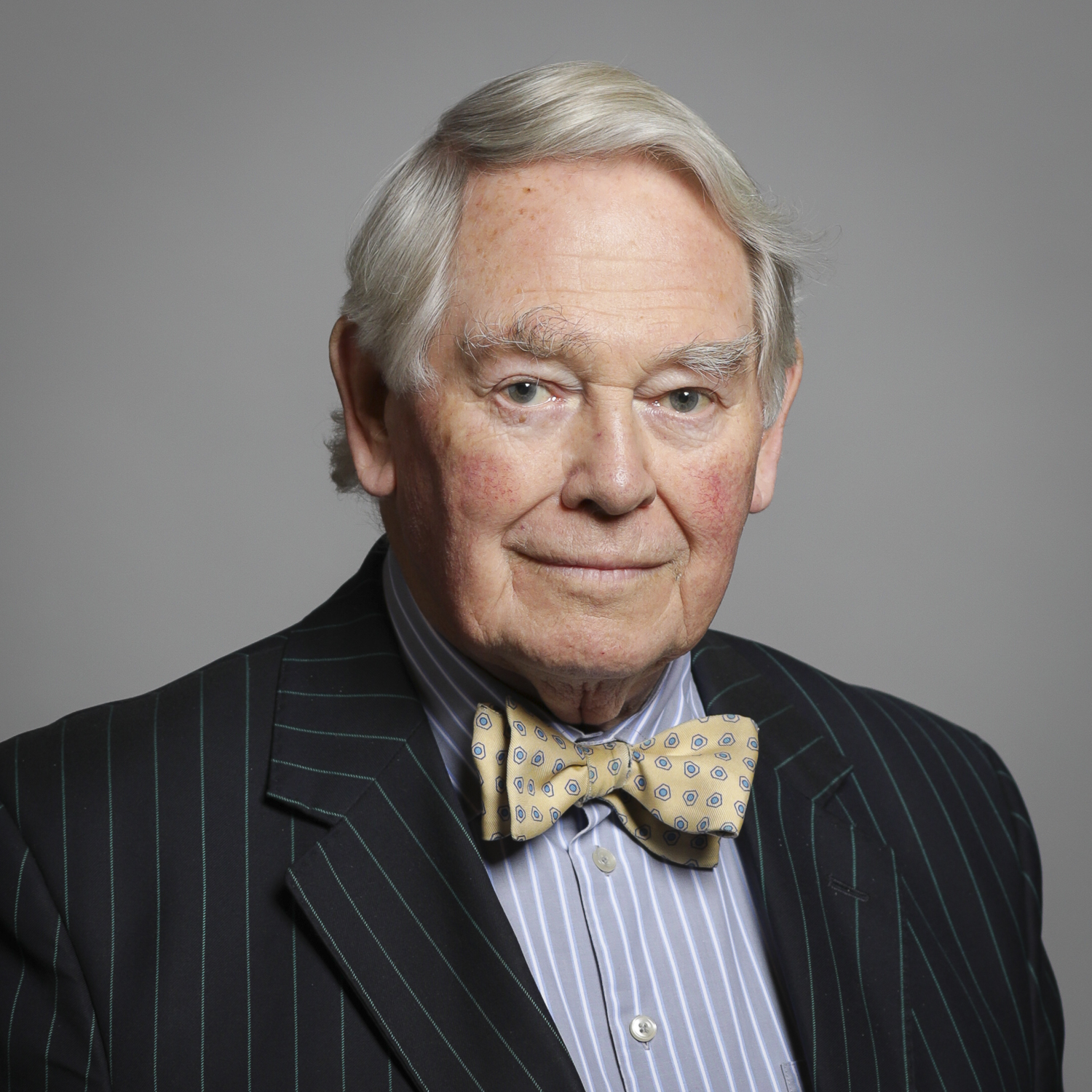
Michael Morris, Baron Naseby

Michael Wolfgang Laurence Morris, Baron Naseby PC (* 25. November 1936) ist ein britischer Politiker der Conservative Party, der 23 Jahre lang den Wahlkreis Northampton South als Abgeordneter im House of Commons vertrat und seit 1997 Mitglied im House of Lords ist.

## Leben

### Berufliche Laufbahn und Kommunalpolitiker
Morris leistete seinen Militärdienst als Pilot Officer bei der Royal Air Force (RAF) und fand während dieser Zeit auch Verwendungen bei der NATO.
Bei den Unterhauswahlen vom 31. März 1966 kandidierte Morris für die Conservative Party im Wahlkreis Islington North ohne Erfolg für ein Mandat im Unterhaus und engagierte sich danach in der Kommunalpolitik von 1968 bis 1974 als Mitglied des Rates des London Borough of Islington, dessen Vorsitzender er zwischen 1969 und 1971 war.
Hauptberuflich war er zwischen 1971 und 1981 als Direktor der Werbeagentur Benton & Bowles sowie von 1976 und 1992 als Gründer und Eigentümer von AM International Public Affairs Consultants in der Privatwirtschaft tätig.

### Unterhausabgeordneter
Morris wurde bei den Wahlen am 28. Februar 1974 zum Abgeordneten des Unterhauses des neugeschaffenen Wahlkreis Northampton South gewählt und vertrat diesen 23 Jahre lang bis zu den Unterhauswahlen am 1. Mai 1997.
Nach dem Wahlsieg der konservativen Tories bei den Unterhauswahlen am 3. Mai 1979 fungierte er zwischen 1979 und 1981 als Parlamentarischer Privatsekretär von Hugh Rossi und Michael Alison, die während dieser Zeit Staatsminister bei Nordirlandminister Humphrey Atkins waren. Zugleich war Morris zwischen 1979 und 1992 Mitglied des Unterhausausschusses für öffentliche Konten und außerdem von 1983 bis 1991 Mitglied der Parlamentarischen Versammlung des Europarates sowie der Westeuropäischen Union (WEU).
Nachdem Morris von 1984 bis 1992 Mitglied des Gremiums des Unterhaussprechers für Ausschussvorsitzende war, wurde er am 6. Mai 1992 stellvertretender Unterhaussprecher (Deputy Speaker) und zugleich Nachfolger von Harold Walker als Vorsitzender des einflussreichen Ausschusses für Mittel und Wege (Chairman of Ways of Means). Diese beiden Ämter bekleidete er jeweils bis zu seinem Ausscheiden aus dem House of Commons am 1. Mai 1997 und wurde darüber hinaus 1994 Mitglied des Privy Council. Bei den Unterhauswahlen 1997 erlitt er überraschend eine Wahlniederlage gegen Tony Clarke, seinen Herausforderer von der Labour Party, der ihn mit einer Stimmenmehrheit von 744 Wählerstimmen schlug.
Neben seiner Abgeordnetentätigkeit engagierte sich Morris von 1982 bis 2002 als Mitglied des Verwaltungsrates der Bedford School, dessen Vorsitzender er von 1989 bis 2002 war. Zugleich war er zwischen 1993 und 2001 Vorsitzender der PSP Euro Med Charity und von 1994 bis 2008 der Victoria County History of Northamptonshire.

### Oberhausmitglied
Nach seinem Ausscheiden aus dem Unterhaus wurde er durch ein Letters Patent vom 28. Oktober 1997 als Life Peer mit dem Titel Baron Naseby, of Sandy in the County of Bedfordshire, in den Adelsstand erhoben. Kurz darauf erfolgte am 11. November 1997 seine Einführung (Introduction) als Mitglied des House of Lords.
Daneben war Lord Morris, der zwischen 1997 und 2008 Gründer und Eigentümer des Unternehmens Julius International Consultants war, von 1998 bis 2005 Vorsitzender der Tunbridge Wells Equitable Friendly Society und zwischen 1998 und 2011 des Invesco Recovery Trust sowie zugleich 1998 bis 2003 Mitglied des Direktoriums von Mansell plc.
Lord Morris ist außerdem Honorary Fellow für Geschichte der University of Northampton und engagiert sich ferner in verschiedenen Weinbruderschaften wie zum Beispiel als Vorsitzender der Confradia del Vino Chileno, als Kammerherr des Ordre des Coteaux de Champagne sowie als Chevalier du Tastevin. 2005 verlieh ihm Sri Lanka den Ehrentitel eines Ratna.